# Marojejy
Marojejy est une montagne qui se trouve dans la région de Sava (anciennement région d'Andapa) dans le nord de Madagascar. La montagne donne son nom au parc national de Marojejy.